# Livingston (Wisconsin)
Livingston è un villaggio degli Stati Uniti d'America, situato in Wisconsin, diviso tra la contea di Grant e la contea di Iowa.